# Ейзендорн
Ейзендорн (нід. IJzendoorn) — село в нідерландській провінції Гелдерланд. Входить до муніципалітету Недер-Бетюве.
Його площа становить 6,16км², а населення станом на 2021 рік складало 1 085 осіб.
Перша згадка про населений пункт датується серединою 9-го сторіччя. До 1923 року мав статус окремого муніципалітету.

## Галерея

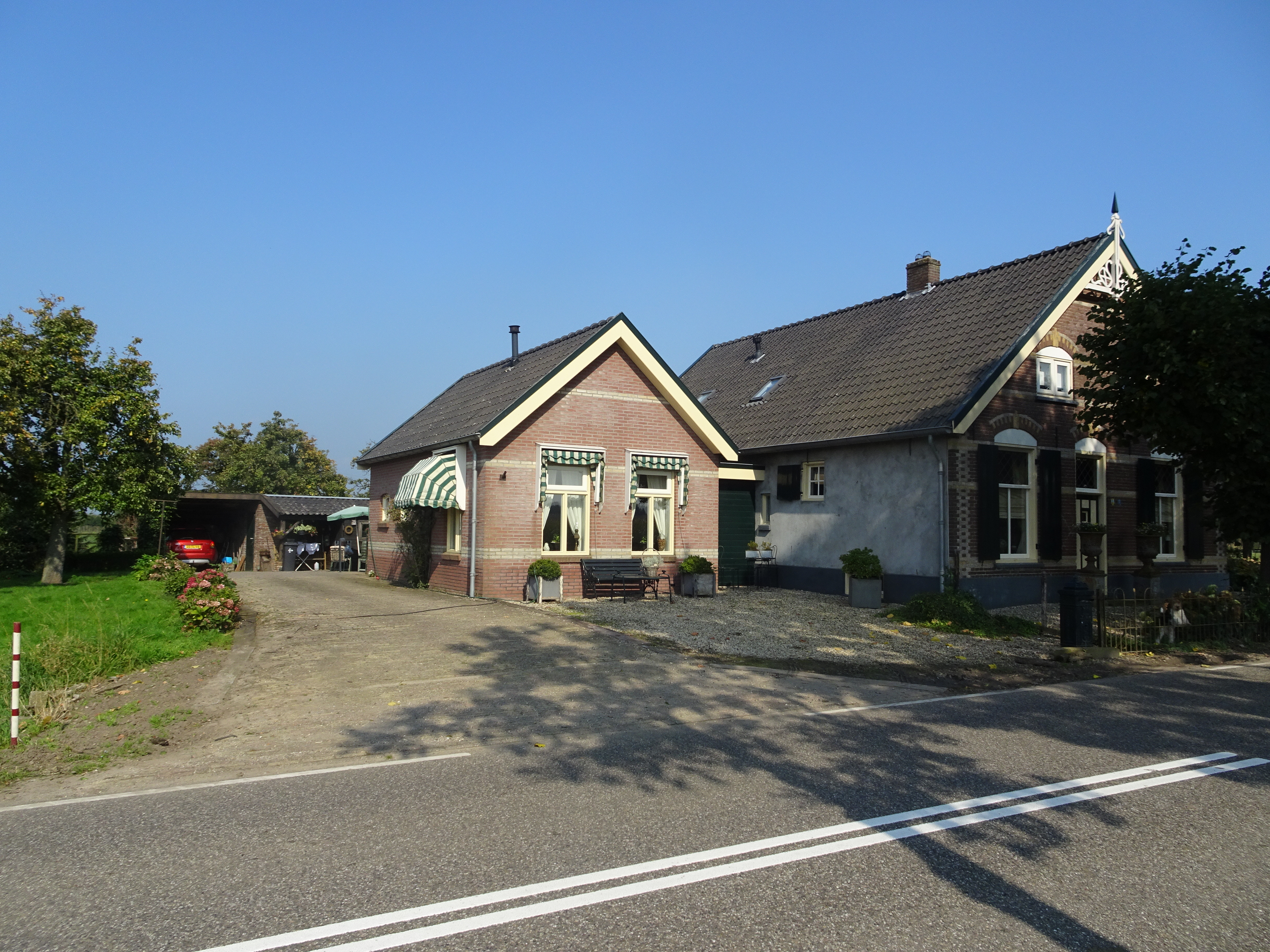
Ферма
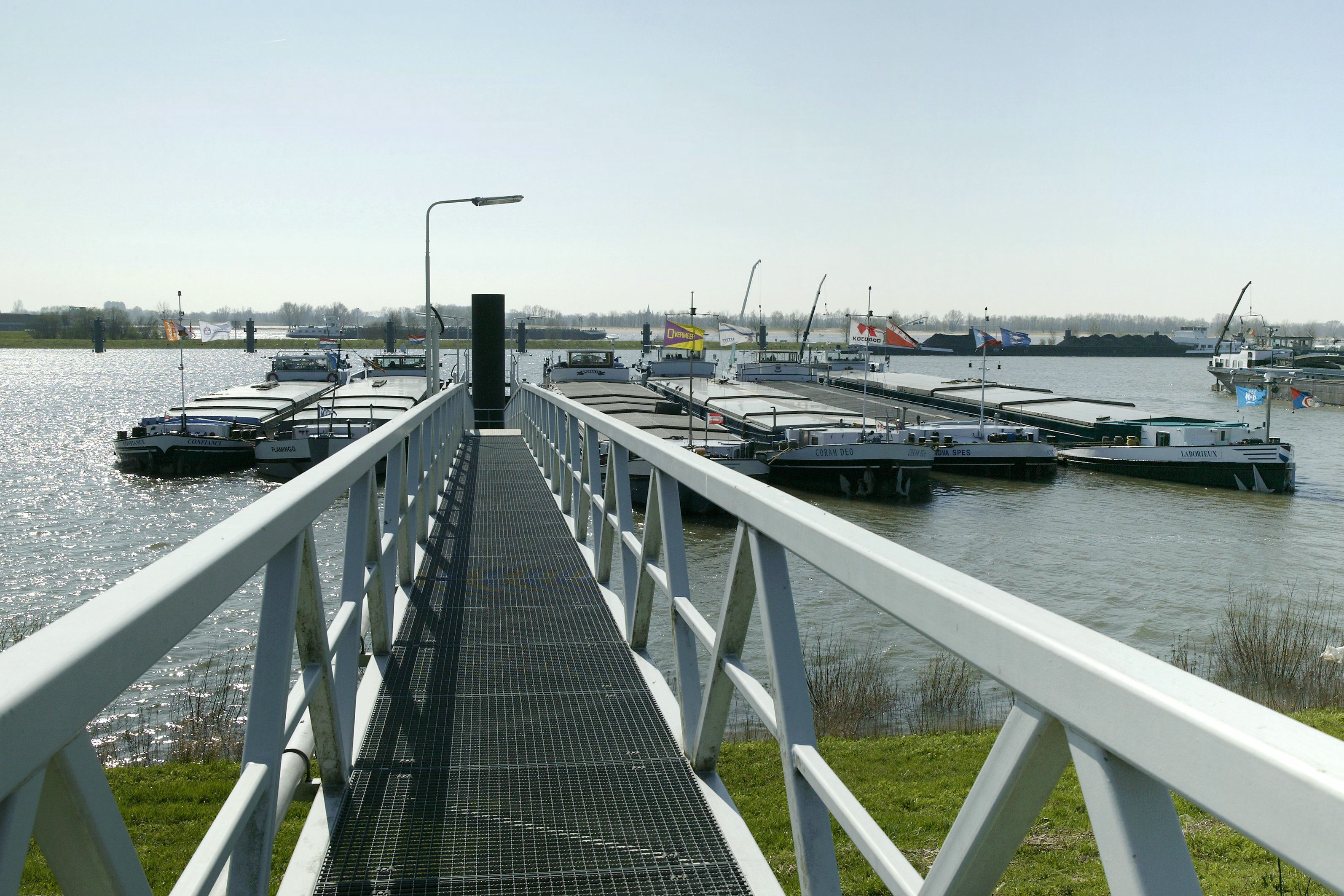
Бухта
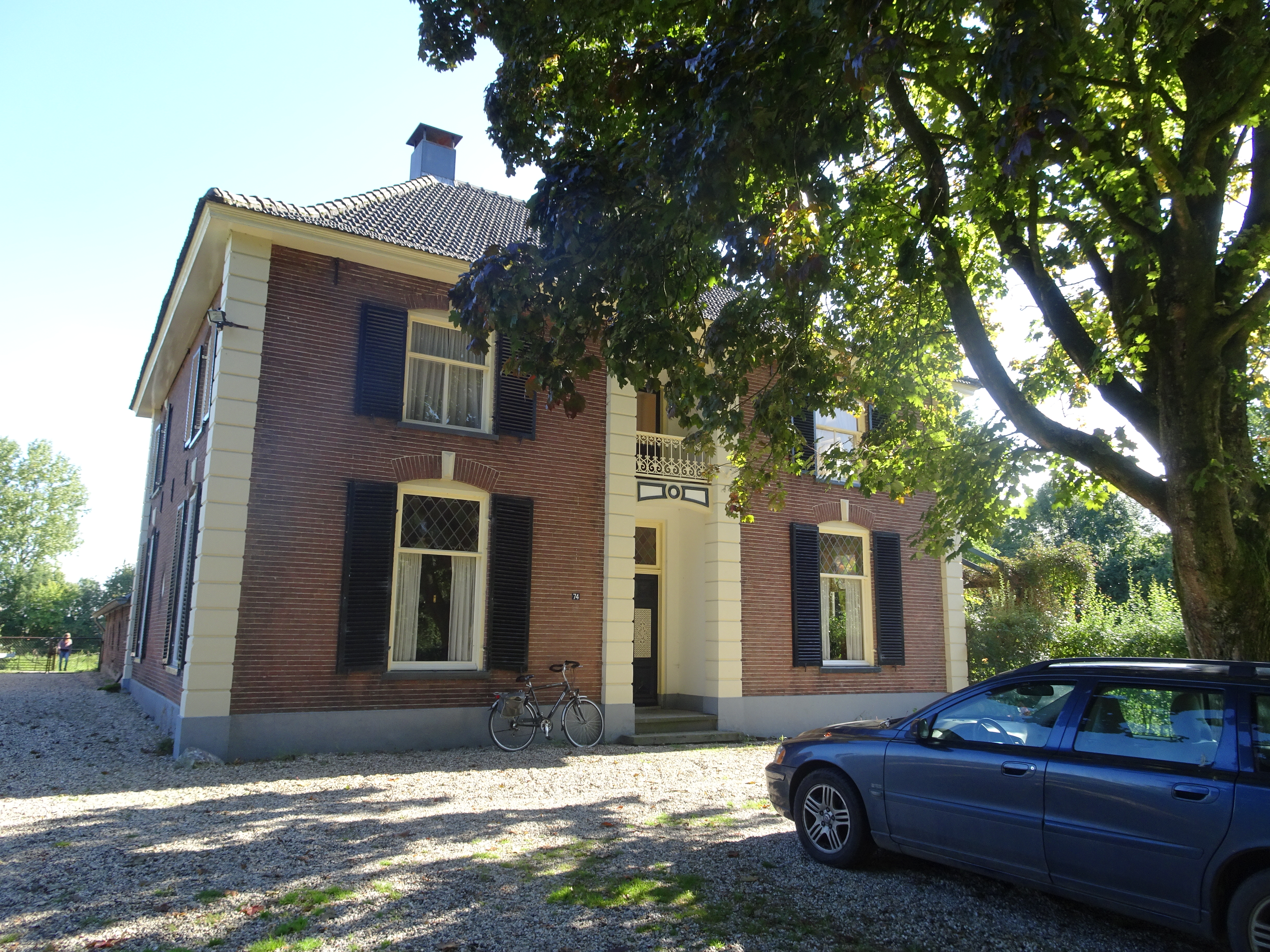
Вілла